# Leucauge vibrabunda
Leucauge vibrabunda är en spindelart som först beskrevs av Simon 1896.  Leucauge vibrabunda ingår i släktet Leucauge och familjen käkspindlar. Inga underarter finns listade i Catalogue of Life.